# سيغفريد ريتش
سيغفريد ريتش (بالألمانية: Siegfried Reich)‏ (29 سبتمبر 1959 في ألمانيا - ) هو لاعب كرة قدم ألماني في مركز الهجوم. لعب مع أرمينيا بيليفيلد وبوروسيا دورتموند وبوروسيا مونشنغلادباخ ونادي فولفسبورغ وهانوفر 96 ونادي أوردينغن 05.

## وصلات خارجية
- سيغفريد ريتش على موقع قاعدة بيانات كرة القدم.إي يو (الإنجليزية)
- سيغفريد ريتش على موقع بيانات كرة القدم. دي إي (الألمانية)
- سيغفريد ريتش على موقع عالم كرة القدم.نت (الإنجليزية)